# 周辺人:The Outsider
『周辺人:The Outsider』は、Outsiderが大韓民国で2010年3月2日にリリースしたEPアルバムである。

## 収録曲
1. 月光の歌 (Intro)
2. 周辺人
3. ピエロの涙2 feat. キルミ
4. 風が吹けばお前が浮かんでくる feat. 一楽
5. 一場春夢
6. 周辺人 (Instrumental)
7. ひとりぼっち (Instrumental)

## 概要
- 2曲目の「周辺人」は社会のどこにも属さない孤独な人々を描いた曲である。